# Brempter Mühle
Die Brempter Mühle in Niederkrüchten ist eine Wassermühle mit zeitweise zwei unterschlächtigen Wasserrädern.

## Geographie
Die Brempter Mühle hat ihren Standort auf der linken Seite der Schwalm an der Brückenstraße im Ortsteil Brempt in der Gemeinde Niederkrüchten im Kreis Viersen. Der Mühle vorgelagert ist ein großer Weiher. Oberhalb der Brempter Mühle liegt die Radermühle, unterhalb die Mühlrather Mühle. Der Wasserspiegel liegt bei 46 m über NN.
Die Brempter Mühle liegt am Mittellauf der Schwalm, die ihre Quelle in Genhof, einem Ortsteil der Stadt Erkelenz hat.

## Geschichte
Die Brempter Mühle hatte 1575 die erste Erwähnung und gehörte zur Burg Brempt der Grafen von Bylandt. Aus dem 16. Jahrhundert ist bekannt, dass der Müller der Brempter Mühle sowohl an die Pfarrkirche von Niederkrüchten als auch an die Brempter Kapelle Öl liefern musste.
Aus späterer Zeit im 19. Jahrhundert ist bekannt, dass die Mühle über zwei Wasserräder verfügte und dass zwei Ölpressen und drei Mahlgänge angetrieben wurden. Um 1895 wird der Mühlenbetrieb gänzlich eingestellt. Für ca. 80 Jahre wird nun eine Gaststätte betrieben. 1998 erfolgt eine umfassende Restaurierung des Mühlengebäudes für eine Wohnnutzung. Ein vor einigen Jahren erneuertes eisernes Wasserrad mit 40 Schaufeln und Reste der Mühlentechnik sind noch erhalten.

## Denkmaleintrag
Die Gesamtanlage Brempter Mühle wurde Mitte des 19. Jahrhunderts erbaut. Sie wird aus den zwei nachstehend beschriebenen Bauwerken gebildet: 
a) offene, vierflügelige Hofanlage, Wohnhaus 2-geschossig in 5 Achsen mit Blausteintürgewänden und Sohlbänken, Krüppelwalmdach; 
b) Mühlgebäude, Backstein, 2-geschossig, eine Seite verputzt, rückwärtig Mühlrad. 
Der Erhaltungszustand ist gut.
An der Erhaltung und Nutzung der Gesamtanlage besteht aus volkskundlichen Gründen ein öffentliches Interesse, da die Gebäude bedeutend für die Geschichte und Entwicklung der Arbeits- und Produktionsverhältnisse sind.
(Denkmalliste Nr. 7)

## Galerie

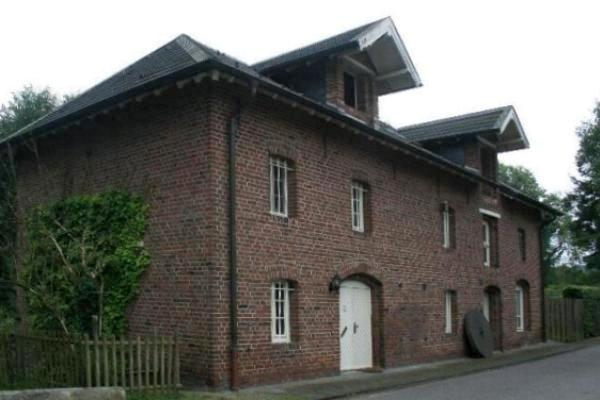
Straßenseite des Mühlengebäudes
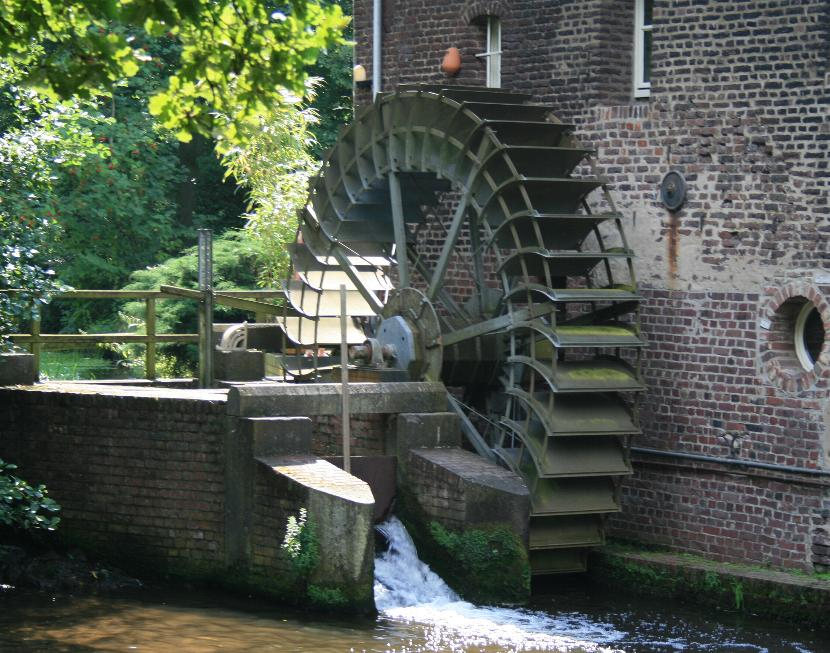
Wasserrad mit 40 Schaufeln
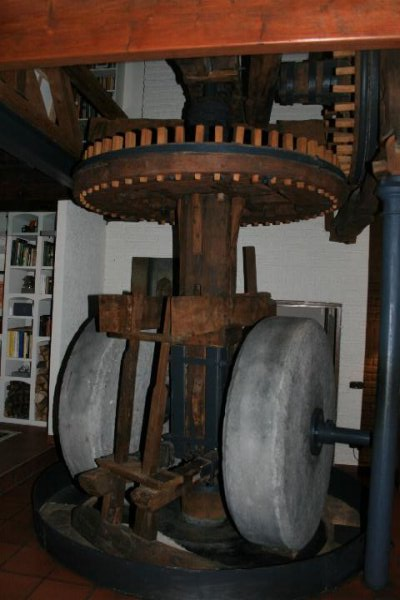
Kollergang als Schmuckstück
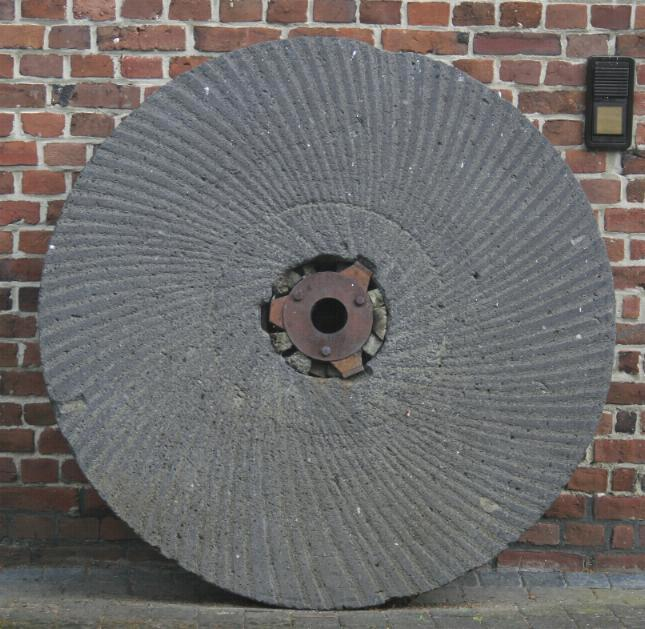
Mahlstein am Eingangsbereich
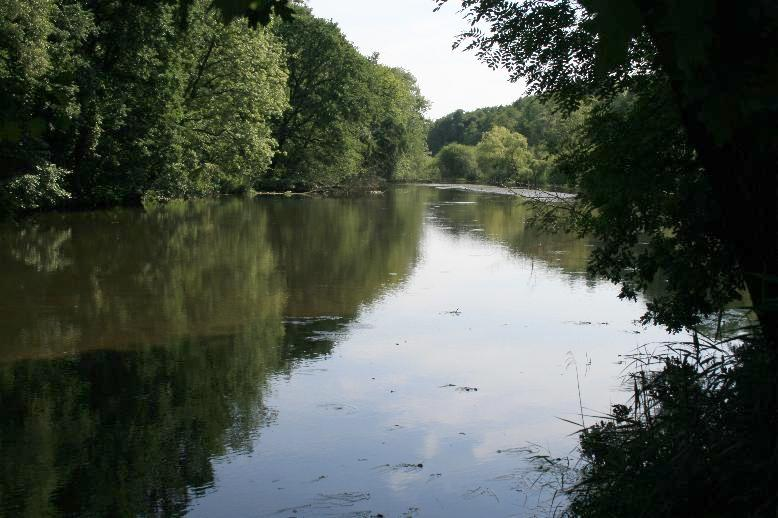
Vorgelagerter Mühlenteich
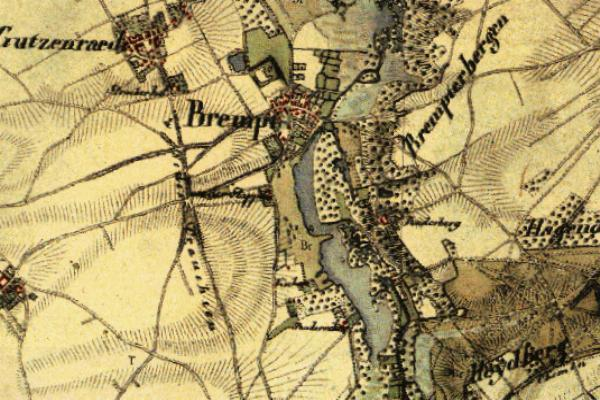
Tranchotkarte von 1806
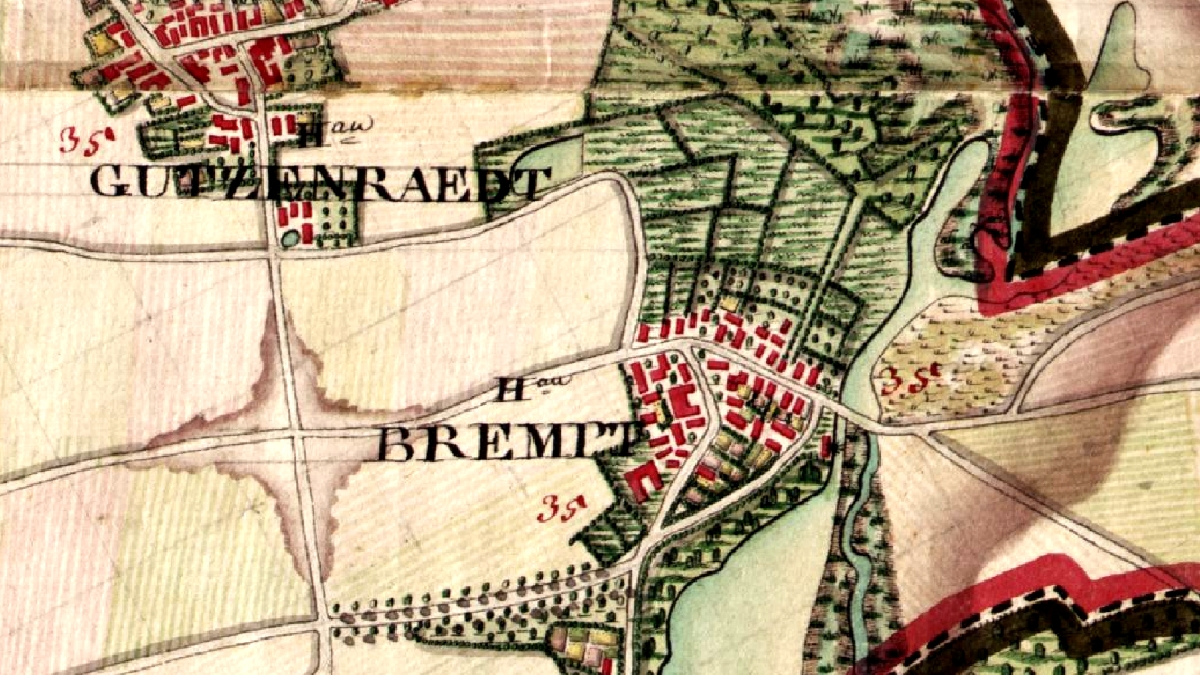
Ferrariskarte von 1777